# Эрдал, Фехрийе
Фехрийе Эрдал (тур. Fehriye Erdal, род. 25 февраля 1977, Адана) — турецкая революционерка курдского происхождения из Революционной Народно-Освободительной Партии-Фронта (DHKP-C). В 2017 году бельгийский суд признал её виновной в причастности к убийству турецкого бизнесмена Оздемира Сабанджи и двух его сотрудников 9 января 1996 года в Стамбуле.
В 1999 году была арестована в Бельгии. В 2006 году, за пару часов до оглашения приговора, несмотря на круглосуточное наблюдение бельгийской секретной службы, ей удалось бежать. После её побега Интерпол выпустил красный бюллетень для Фехрийе Эрдал, отправив сообщение 186 странам-членам, что она должна быть схвачена и возвращена в Бельгию. Поступали сообщения о том, что её видели на Кипре и в Иордании, достоверной информации о её местонахождении не было. В 2008 году апелляционный суд Бельгии снял с Фехрийе Эрдал все предъявленные ей обвинения. Суд постановил, что нет никаких доказательств связи Эрдал с террористической деятельностью. В 2017 году бельгийский суд заочно приговорил её к 15 годам лишения свободы. В 2019 году власти Бельгии заявили, что продолжают поиски Эрдал.